# Hypolytrum paucistrobiliferum
Hypolytrum paucistrobiliferum är en halvgräsart som beskrevs av Tang och Fa Tsuan Wang. Hypolytrum paucistrobiliferum ingår i släktet Hypolytrum och familjen halvgräs.
Artens utbredningsområde är Hainan (Kina). Inga underarter finns listade i Catalogue of Life.